# Општина Појенари (Њамц)
Појенари (рум. Poienari) општина је у Румунији у округу Њамц.
Oпштина се налази на надморској висини од 220 m.